# Dallas Blues
Dallas Blues ist ein Blues-Titel, für dessen Melodie 1912 Hart A. Wand das Copyright erhielt und zu dem Lloyd Garrett vor 1918 einen Text verfasste. Der Song wurde ab den 1930er-Jahren durch zahlreiche Aufnahmen zu einem Jazzstandard, vor allem im Traditional Jazz.

## Entstehung
Der Dallas Blues, veröffentlicht im März 1912, gehört zu den ersten echten Blues-Titeln in der 12-taktigen Liedform AAB, die veröffentlicht wurden; zuvor erschienen Anthony Maggios „I Got the Blues“ 1908, bei dem jedoch auf einen 12-taktige Bluesteil in G-Dur eine Passage in g-moll mit typischen Ragtimeformen folgt, und „Oh! You Beautiful Doll“, ein Tin-Pan-Alley-Song von 1911, dessen erste Strophe ein zwölftaktiger Blues ist. 1912 erschienen zwei weitere Songs, in deren Titel „Blues“ vorkam, „Baby Seals’ Blues“ (August 1912), eine Vaudeville-Nummer von Franklin „Baby“ Seals, und „The Memphis Blues“ von W. C. Handy (September 1912). Nach Ansicht von Samuel Charters war keiner der früheren Songs ein genuiner Bluessong.
Der 1918 von Lloyd Garrett geschriebene Text stellte die Zuneigung des Sängers für Dallas dar:
There's a place I know, folks won't pass me by,
Dallas, Texas, that's the town, I cry, oh hear me cry.
And I'm going back, going back to stay there 'til I die, until I die.
Nach den Forschungen von Samuel Charters, der Hart Wand für sein Buch The Country Blues (1959) interviewte, brachte dieser den Song einer befreundeten Pianistin, Annabelle Robbins, die die Musik für ihn arrangierte. Charters erwähnt, dass der Songtitel von einem Arbeiter des Vaters von Wand stammte, der dazu bemerkte, der Song würde ihm „den Blues geben, nach Dallas zurückzukehren.“ Kurz nach der ersten Veröffentlichung durch Hart A. Wand in Oklahoma City  wurde er am Mississippi häufig gespielt, und fortan landesweit bekannt.

## Aufnahmen
Dallas Blues wurde 1917 von Marie Cahill aufgenommen (Victor 55081). Eine erste Aufnahme im Bereich des Jazz erlebte der Titel am 7. Oktober 1918 durch Wilbur Sweatmans Original Jazz Band (Columbia A-2633), gefolgt von Einspielungen den 1920er-Jahren u. a. von Bob Fuller,  Fred Hall, Lucille Hegamin, Maggie Jones und Lee Morse, im Blues u. a. von Bobby Leecan und Robert Cooksey (The South Street Trio).
Der Song Dallas Blues wurde nun häufig, obwohl er als Blues in einem langsamen Tempo verfasst wurde, häufig im Stil des Ragtime oder Dixieland Jazz gespielt. Anfang der 1930er Jahre war der Titel im Repertoire von Tanzorchestern und Jazzbands. Louis Armstrong hatte mit seiner Version (Okeh Records 8774) 1930 einen Charterfolg in den Vereinigten Staaten. 1931 kam Ted Lewis mit Sänger Fats Waller mit dem Titel in der Hitparade auf Platz 7. In diesem Jahrzehnt wurde Dallas Blues u. a. auch von Andy Kirk, dem Casa Loma Orchestra, Isham Jones, Wingy Manone, George Hall sowie Woody Herman and His Orchestra (mit der Bandvokalistin Mary Ann McCall) eingespielt. In Europa wurde der Song erstmals von The Berry's, einer Zürcher Band um den Schlagzeuger Berry Peritz (1941) und von Dick Willebrandts en zijn Radio Orkest (1943) aufgenommen.
In späteren Jahren wurde Dallas Blues u. a. auch von Red Nichols, Humphrey Lyttelton, Lu Watters, George Lewis, Ken Colyer, Turk Murphy, Acker Bilk und Max Collie interpretiert. Im Bereich des Jazz wird er von Tom Lord in 175 Coverversionen gelistet.